# Lista de prêmios e indicações recebidos por RRR
RRR é um filme épico de ação e drama de época indiano de 2022, dirigido por S. S. Rajamouli, que o co-escreveu com V. Vijayendra Prasad. Foi produzido por D. V. V. Danayya, da DVV Entertainment. O filme é estrelado por N. T. Rama Rao Jr. e Ram Charan ao lado de Ajay Devgn, Alia Bhatt, Shriya Saran, Samuthirakani, Ray Stevenson, Alison Doody e Olivia Morris desempenhando papéis coadjuvantes.
Feito com um orçamento de ₹ 550 crore (US$ 72 milhões), RRR é o filme indiano mais caro até hoje. O filme foi lançado nos cinemas em 25 de março de 2022. RRR emergiu como o filme de maior bilheteria em seu mercado natal, Andra Pradexe e Telanganá, arrecadando mais de ₹ 405,9 crore (US$ 51 milhões) e superando o filme anterior de Rajamouli, Baahubali 2: The Conclusion. O filme arrecadou ₹ 1.125,9 crore ($ 405-472 milhões) em todo o mundo, estabelecendo vários recordes de bilheteria para um filme indiano, incluindo o terceiro filme indiano de maior bilheteria e o segundo filme telugu de maior bilheteria em todo o mundo.
O filme recebeu vários prêmios e indicações, reunidos nesta lista. O filme foi considerado um dos melhores filmes do ano pelo National Board of Review, tornando-se apenas o segundo filme não inglês a entrar na lista. Com sua vitória de melhor canção original no Oscar 2023, "Naatu Naatu" se tornou a primeira canção asiática e também a primeira indiana a ganhar o prêmio.

## Prêmios e indicações
| Lista de prêmios e indicações                       | Lista de prêmios e indicações | Lista de prêmios e indicações                            | Lista de prêmios e indicações                                    | Lista de prêmios e indicações | Lista de prêmios e indicações |
| Premiação                                           | Data da cerimônia             | Categoria                                                | Indicação                                                        | Resultado                     | R.                            |
| --------------------------------------------------- | ----------------------------- | -------------------------------------------------------- | ---------------------------------------------------------------- | ----------------------------- | ----------------------------- |
| Oscar (Academy Awards)                              | 12 de março de 2023           | Melhor canção original                                   | M. M. Keeravani e Chandrabose ("Naatu Naatu")                    | Venceu                        | [ 7 ]                         |
| Alliance of Women Film Journalists                  | 5 de janeiro de 2023          | Melhor filme em língua não inglesa                       | RRR                                                              | Venceu                        | [ 8 ]                         |
| Asian Film Awards                                   | 12 de março de 2023           | Melhores efeitos visuais                                 | V. Srinivas Mohan                                                | Indicado                      | [ 9 ]                         |
| Asian Film Awards                                   | 12 de março de 2023           | Melhor som                                               | Ashwin Rajashekar                                                | Indicado                      | [ 9 ]                         |
| Atlanta Film Critics Circle                         | 5 de dezembro de 2022         | Melhor filme internacional                               | RRR                                                              | Venceu                        | [ 10 ] [ 11 ]                 |
| Atlanta Film Critics Circle                         | 5 de dezembro de 2022         | Top 10                                                   | RRR                                                              | 5º lugar                      | [ 10 ] [ 11 ]                 |
| Pandora International Film Critics Awards           | 20 de janeiro de 2023         | Composição sonora                                        | RRR                                                              | Venceu                        |                               |
| Pandora International Film Critics Awards           | 20 de janeiro de 2023         | Melhor filme internacional                               | RRR                                                              | Indicado                      |                               |
| Austin Film Critics Association                     | 10 de janeiro de 2023         | Melhor diretor                                           | S. S. Rajamouli                                                  | Indicado                      | [ 12 ] [ 13 ]                 |
| Austin Film Critics Association                     | 10 de janeiro de 2023         | Melhor filme internacional                               | RRR                                                              | Indicado                      | [ 12 ] [ 13 ]                 |
| Austin Film Critics Association                     | 10 de janeiro de 2023         | Melhor edição                                            | A. Sreekar Prasad                                                | Indicado                      | [ 12 ] [ 13 ]                 |
| Austin Film Critics Association                     | 10 de janeiro de 2023         | Melhor trilha sonora                                     | M. M. Keeravani                                                  | Indicado                      | [ 12 ] [ 13 ]                 |
| Austin Film Critics Association                     | 10 de janeiro de 2023         | Melhor coordenador de dublês                             | Nick Powell                                                      | Venceu                        | [ 12 ] [ 13 ]                 |
| Boston Society of Film Critics                      | 11 de dezembro de 2022        | Melhor trilha sonora                                     | M. M. Keeravani                                                  | Venceu                        | [ 14 ]                        |
| Celebrity Film Awards                               | 24 de fevereiro de 2023       | Best Foreign Language Film                               | RRR                                                              | Venceu                        | [ 15 ]                        |
| Chicago Film Critics Association                    | 14 de dezembro de 2022        | Melhor diretor                                           | S. S. Rajamouli                                                  | Indicado                      | [ 16 ]                        |
| Chicago Film Critics Association                    | 14 de dezembro de 2022        | Melhor trilha sonora                                     | M. M. Keeravani                                                  | Indicado                      | [ 16 ]                        |
| Chicago Film Critics Association                    | 14 de dezembro de 2022        | Melhor filme internacional                               | RRR                                                              | Indicado                      | [ 16 ]                        |
| Chicago Film Critics Association                    | 14 de dezembro de 2022        | Melhores efeitos visuais                                 | RRR                                                              | Indicado                      | [ 16 ]                        |
| CNN-News18 Indian of the Year                       | 12 de outubro de 2022         | Entertainment                                            | Team RRR                                                         | Indicado                      | [ 17 ]                        |
| Critics' Choice Movie Awards                        | 15 de janeiro de 2023         | Melhor filme                                             | RRR                                                              | Indicado                      | [ 18 ]                        |
| Critics' Choice Movie Awards                        | 15 de janeiro de 2023         | Melhor diretor                                           | S. S. Rajamouli                                                  | Indicado                      | [ 18 ]                        |
| Critics' Choice Movie Awards                        | 15 de janeiro de 2023         | Melhor canção original                                   | "Naatu Naatu"                                                    | Venceu                        | [ 18 ]                        |
| Critics' Choice Movie Awards                        | 15 de janeiro de 2023         | Melhores efeitos visuais                                 | RRR                                                              | Indicado                      | [ 18 ]                        |
| Critics' Choice Movie Awards                        | 15 de janeiro de 2023         | Melhor filme internacional                               | RRR                                                              | Venceu                        | [ 18 ]                        |
| Critics' Choice Super Awards                        | 16 de março de 2023           | Melhor filme de ação                                     | RRR                                                              | Indicado                      | [ 19 ]                        |
| Critics' Choice Super Awards                        | 16 de março de 2023           | Melhor ator                                              | Ram Charan                                                       | Indicado                      | [ 19 ]                        |
| Critics' Choice Super Awards                        | 16 de março de 2023           | Melhor ator                                              | N. T. Rama Rao Jr.                                               | Indicado                      | [ 19 ]                        |
| Dublin Film Critics Circle                          | 15 de dezembro de 2022        | Melhor filme                                             | RRR                                                              | 7º lugar                      | [ 20 ]                        |
| Dublin Film Critics Circle                          | 15 de dezembro de 2022        | Melhor diretor                                           | S. S. Rajamouli                                                  | 7º lugar                      | [ 20 ]                        |
| Dublin Film Critics Circle                          | 15 de dezembro de 2022        | Melhor cinematografia                                    | K. K. Senthil Kumar                                              | 6º lugar                      | [ 20 ]                        |
| Dorian Awards                                       | 23 de fevereiro de 2023       | Melhor filme em língua não inglesa                       | RRR                                                              | Venceu                        | [ 21 ]                        |
| Florida Film Critics Circle                         | 22 de dezembro de 2022        | Melhor filme internacional                               | RRR                                                              | Indicado                      | [ 22 ]                        |
| Florida Film Critics Circle                         | 22 de dezembro de 2022        | Melhor design de produção                                | RRR                                                              | Indicado                      | [ 22 ]                        |
| Georgia Film Critics Association                    | 13 de janeiro de 2023         | Melhor filme                                             | RRR                                                              | Indicado                      | [ 23 ]                        |
| Georgia Film Critics Association                    | 13 de janeiro de 2023         | Melhor filme internacional                               | RRR                                                              | Venceu                        | [ 23 ]                        |
| Georgia Film Critics Association                    | 13 de janeiro de 2023         | Melhor canção original                                   | M. M. Keeravani, Kaala Bhairava, Rahul Sipligunj ("Naatu Naatu") | 2º lugar                      | [ 23 ]                        |
| Globo de Ouro                                       | 10 de janeiro de 2023         | Melhor canção original                                   | M. M. Keeravani and Chandrabose ("Naatu Naatu")                  | Venceu                        | [ 24 ]                        |
| Globo de Ouro                                       | 10 de janeiro de 2023         | Melhor filme em língua não inglesa                       | RRR                                                              | Indicado                      | [ 24 ]                        |
| Golden Trailer Awards                               | 29 de junho de 2023           | Melhor trailer internacional                             | "RRRe-Release" (Sequence Creative)                               | Venceu                        | [ 25 ]                        |
| Hollywood Critics Association Awards                | 24 de fevereiro de 2023       | Melhor filme                                             | RRR                                                              | Indicado                      | [ 26 ] [ 27 ]                 |
| Hollywood Critics Association Awards                | 24 de fevereiro de 2023       | Melhor diretor                                           | S.S. Rajamouli                                                   | Indicado                      | [ 26 ] [ 27 ]                 |
| Hollywood Critics Association Awards                | 24 de fevereiro de 2023       | Best Action Film                                         | RRR                                                              | Venceu                        | [ 26 ] [ 27 ]                 |
| Hollywood Critics Association Awards                | 24 de fevereiro de 2023       | Melhor filme internacional                               | RRR                                                              | Venceu                        | [ 26 ] [ 27 ]                 |
| Hollywood Critics Association Awards                | 24 de fevereiro de 2023       | Melhor canção original                                   | "Naatu Naatu" – Rahul Sipligunj e Kaala Bhairava                 | Venceu                        | [ 26 ] [ 27 ]                 |
| Hollywood Critics Association Awards                | 24 de fevereiro de 2023       | Melhor coordenador de dublês                             | RRR                                                              | Venceu                        | [ 26 ] [ 27 ]                 |
| Hollywood Critics Association Awards                | 24 de fevereiro de 2023       | Spotlight Award                                          | Cast of RRR                                                      | Venceu                        | [ 26 ] [ 27 ]                 |
| Hollywood Critics Association Creative Arts Awards  | 24 de fevereiro de 2023       | Melhor edição                                            | A. Sreekar Prasad                                                | Indicado                      | [ 26 ] [ 27 ]                 |
| Hollywood Critics Association Creative Arts Awards  | 24 de fevereiro de 2023       | Melhores efeitos visuais                                 | V. Srinivas Mohan                                                | Indicado                      | [ 26 ] [ 27 ]                 |
| Hollywood Critics Association Midseason Film Awards | 1 de julho de 2022            | Melhor filme                                             | DVV Entertainment                                                | 2º lugar                      | [ 28 ]                        |
| Hollywood Music in Media Awards                     | 16 de novembro de 2022        | Melhor trilha sonora em filme independente               | M. M. Keeravani                                                  | Indicado                      | [ 29 ]                        |
| Hollywood Music in Media Awards                     | 16 de novembro de 2022        | Melhor performance musical                               | Rahul Sipligunj e Kaala Bhairava ("Naatu Naatu")                 | Indicado                      | [ 29 ]                        |
| Houston Film Critics Society                        | 18 de fevereiro de 2023       | Melhor filme                                             | RRR                                                              | Indicado                      | [ 30 ] [ 31 ]                 |
| Houston Film Critics Society                        | 18 de fevereiro de 2023       | Melhor filme internacional                               | RRR                                                              | Venceu                        | [ 30 ] [ 31 ]                 |
| Houston Film Critics Society                        | 18 de fevereiro de 2023       | Melhor canção original                                   | "Naatu Naatu"                                                    | Venceu                        | [ 30 ] [ 31 ]                 |
| Houston Film Critics Society                        | 18 de fevereiro de 2023       | Melhores efeitos visuais                                 | RRR                                                              | Indicado                      | [ 30 ] [ 31 ]                 |
| Houston Film Critics Society                        | 18 de fevereiro de 2023       | Melhor coordenador de dublês                             | RRR                                                              | Venceu                        | [ 30 ] [ 31 ]                 |
| Japan Academy Film Prize                            | 10 de março de 2023           | Melhor filme internacional                               | RRR                                                              | Indicado                      | [ 32 ] [ 33 ]                 |
| Las Vegas Film Critics Society Awards               | 12 de dezembro de 2022        | Melhor filme internacional                               | RRR                                                              | Indicado                      | [ 34 ]                        |
| Las Vegas Film Critics Society Awards               | 12 de dezembro de 2022        | Melhor canção original                                   | "Naatu Naatu"                                                    | Indicado                      | [ 34 ]                        |
| Las Vegas Film Critics Society Awards               | 12 de dezembro de 2022        | Melhor cinematografia                                    | K. K. Senthil Kumar                                              | Indicado                      | [ 34 ]                        |
| London Film Critics' Circle                         | 5 de fevereiro de 2023        | Melhor filme internacional                               | RRR                                                              | Indicado                      | [ 35 ] [ 36 ]                 |
| London Film Critics' Circle                         | 5 de fevereiro de 2023        | Technical Achievement Award                              | Nick Powell                                                      | Indicado                      | [ 35 ] [ 36 ]                 |
| Los Angeles Film Critics Association                | 11 de dezembro de 2022        | Melhor diretor                                           | S. S. Rajamouli                                                  | 2º lugar                      | [ 37 ]                        |
| Los Angeles Film Critics Association                | 11 de dezembro de 2022        | Melhor música                                            | M. M. Keeravani                                                  | Venceu                        | [ 37 ]                        |
| MTV Movies & TV Awards                              | 7 de maio de 2023             | Melhor momento musical                                   | "Naatu Naatu"                                                    | Indicado                      | [ 38 ]                        |
| National Board of Review                            | 8 de dezembro de 2022         | Top 10                                                   | RRR                                                              | Venceu                        | [ 39 ]                        |
| National Film Awards                                | 17 de outubro de 2023         | Melhor filme popular que oferece entretenimento saudável | D. V. V. Danayya (Produtor), S. S. Rajamouli (Diretor)           | Venceu                        | [ 40 ]                        |
| National Film Awards                                | 17 de outubro de 2023         | Melhor performance masculina                             | Kaala Bhairava ("Komuram Bheemudo")                              | Venceu                        | [ 40 ]                        |
| National Film Awards                                | 17 de outubro de 2023         | Melhor trilha sonora                                     | M. M. Keeravani                                                  | Venceu                        | [ 40 ]                        |
| National Film Awards                                | 17 de outubro de 2023         | Melhores efeitos especiais                               | V. Srinivas Mohan                                                | Venceu                        | [ 40 ]                        |
| National Film Awards                                | 17 de outubro de 2023         | Melhor coreografia                                       | Prem Rakshith ("Naatu Naatu")                                    | Venceu                        | [ 40 ]                        |
| National Film Awards                                | 17 de outubro de 2023         | Melhor coreografia de dublês                             | King Soloman                                                     | Venceu                        | [ 40 ]                        |
| New York Film Critics Circle                        | 4 de dezembro de 2022         | Melhor diretor                                           | S. S. Rajamouli                                                  | Venceu                        | [ 41 ]                        |
| New York Film Critics Online                        | 11 de dezembro de 2022        | Top 10                                                   | RRR                                                              | Venceu                        | [ 42 ]                        |
| Online Film Critics Society                         | 23 de janeiro de 2023         | Melhor filme                                             | RRR                                                              | 6º lugar                      | [ 43 ]                        |
| Online Film Critics Society                         | 23 de janeiro de 2023         | Melhor filme internacional                               | RRR                                                              | Indicado                      | [ 43 ]                        |
| Online Film Critics Society                         | 23 de janeiro de 2023         | Melhores efeitos visuais                                 | RRR                                                              | Indicado                      | [ 43 ]                        |
| Online Film Critics Society                         | 23 de janeiro de 2023         | Melhor coordenação de dublês                             | RRR                                                              | Venceu                        | [ 44 ]                        |
| Online Film Critics Society                         | 23 de janeiro de 2023         | Melhor canção original                                   | "Naatu Naatu"                                                    | Venceu                        | [ 44 ]                        |
| San Diego Film Critics Society                      | 6 de janeiro de 2023          | Melhor filme internacional                               | RRR                                                              | Indicado                      | [ 45 ]                        |
| Santosham Film Awards                               | 26 de dezembro de 2022        | Melhor diálogo                                           | Burra Sai Madhav                                                 | Venceu                        | [ 46 ]                        |
| Santosham Film Awards                               | 26 de dezembro de 2022        | Best Lyricist                                            | Suddala Ashok Teja ("Komuram Bheemudo")                          | Venceu                        | [ 46 ]                        |
| Satellite Awards                                    | 3 de março de 2023            | Melhor filme de comédia ou musical                       | RRR                                                              | Indicado                      | [ 47 ] [ 48 ]                 |
| Satellite Awards                                    | 3 de março de 2023            | Melhor design de produção                                | Sabu Cyril                                                       | Indicado                      | [ 47 ] [ 48 ]                 |
| Satellite Awards                                    | 3 de março de 2023            | Melhor canção original                                   | "Naatu Naatu"                                                    | Indicado                      | [ 47 ] [ 48 ]                 |
| Satellite Awards                                    | 3 de março de 2023            | Melhor som                                               | Boloy Kumar Doloi, Rahul Karpe e Raghunath Kemisetty             | Indicado                      | [ 47 ] [ 48 ]                 |
| Satellite Awards                                    | 3 de março de 2023            | Melhores efeitos visuais                                 | V. Srinivas Mohan                                                | Indicado                      | [ 47 ] [ 48 ]                 |
| Saturn Awards                                       | 25 de outubro de 2022         | Melhor filme internacional                               | DVV Entertainment                                                | Venceu                        | [ 49 ] [ 50 ]                 |
| Saturn Awards                                       | 25 de outubro de 2022         | Melhor filme de ação ou aventura                         | DVV Entertainment                                                | Indicado                      | [ 49 ] [ 50 ]                 |
| Saturn Awards                                       | 25 de outubro de 2022         | Melhor diretor                                           | S. S. Rajamouli                                                  | Indicado                      | [ 49 ] [ 50 ]                 |
| Seattle Film Critics Society                        | 17 de janeiro de 2023         | Melhor filme em língua não inglesa                       | RRR                                                              | Indicado                      | [ 51 ]                        |
| Seattle Film Critics Society                        | 17 de janeiro de 2023         | Melhor coreografia de ação                               | RRR                                                              | Venceu                        | [ 51 ]                        |
| Seattle Film Critics Society                        | 17 de janeiro de 2023         | Melhores efeitos visuais                                 | Srinivas Mohan, Pete Draper, Daniel French                       | Indicado                      | [ 51 ]                        |
| Southeastern Film Critics Association               | 12 de dezembro de 2022        | Melhor filme internacional                               | RRR                                                              | Venceu                        | [ 52 ]                        |
| Southeastern Film Critics Association               | 12 de dezembro de 2022        | Top 10                                                   | RRR                                                              | Venceu                        | [ 52 ]                        |
| South Indian International Movie Awards             | 15 de setembro de 2022        | Melhor filme em telugu                                   | DVV Entertainment                                                | Indicado                      | [ 53 ]                        |
| South Indian International Movie Awards             | 15 de setembro de 2022        | Melhor diretor                                           | S. S. Rajamouli                                                  | Venceu                        | [ 53 ]                        |
| South Indian International Movie Awards             | 15 de setembro de 2022        | Melhor cinematografia                                    | K. K. Senthil Kumar                                              | Venceu                        | [ 53 ]                        |
| South Indian International Movie Awards             | 15 de setembro de 2022        | Melhor ator                                              | N. T. Rama Rao Jr.                                               | Venceu                        | [ 53 ]                        |
| South Indian International Movie Awards             | 15 de setembro de 2022        | Melhor ator                                              | Ram Charan                                                       | Indicado                      | [ 53 ]                        |
| South Indian International Movie Awards             | 15 de setembro de 2022        | Melhor direção musical                                   | M. M. Keeravani ("Naatu Naatu")                                  | Venceu                        | [ 53 ]                        |
| South Indian International Movie Awards             | 15 de setembro de 2022        | Melhor liricista                                         | Chandrabose ("Naatu Naatu")                                      | Venceu                        | [ 53 ]                        |
| South Indian International Movie Awards             | 15 de setembro de 2022        | Melhor liricista                                         | Suddala Ashok Teja ("Komuram Bheemudo")                          | Indicado                      | [ 53 ]                        |
| South Indian International Movie Awards             | 15 de setembro de 2022        | Melhor performance masculina                             | Rahul Sipligunj e Kaala Bhairava ("Naatu Naatu")                 | Indicado                      | [ 53 ]                        |
| South Indian International Movie Awards             | 15 de setembro de 2022        | Melhor performance masculina                             | Kaala Bhairava ("Komuram Bheemudo")                              | Indicado                      | [ 53 ]                        |
| South Indian International Movie Awards             | 15 de setembro de 2022        | Melhor performance feminina                              | Prakruthi Reddy ("Komma Uyyala")                                 | Indicado                      | [ 53 ]                        |
| St. Louis Gateway Film Critics Association          | 18 de dezembro de 2022        | Melhor filme de ação                                     | RRR                                                              | Indicado                      | [ 54 ]                        |
| St. Louis Gateway Film Critics Association          | 18 de dezembro de 2022        | Melhor filme internacional                               | RRR                                                              | Indicado                      | [ 54 ]                        |
| St. Louis Gateway Film Critics Association          | 18 de dezembro de 2022        | Melhores efeitos visuais                                 | V. Srinivas Mohan                                                | Indicado                      | [ 54 ]                        |
| St. Louis Gateway Film Critics Association          | 18 de dezembro de 2022        | Melhor cena                                              | "Piggyback prison escape"                                        | Indicado                      | [ 54 ]                        |
| Utah Film Critics Association                       | 17 de dezembro de 2022        | Melhor diretor                                           | S. S. Rajamouli                                                  | 2º lugar                      | [ 55 ]                        |
| Utah Film Critics Association                       | 17 de dezembro de 2022        | Melhor filme em língua não inglesa                       | RRR                                                              | Venceu                        | [ 55 ]                        |
| Vancouver Film Critics Circle                       | 13 de fevereiro de 2023       | Melhor filme internacional                               | RRR                                                              | Indicado                      | [ 56 ]                        |
| Washington D.C. Area Film Critics Association       | 12 de dezembro de 2022        | Melhor filme internacional                               | RRR                                                              | Indicado                      | [ 57 ]                        |
| Zee Cine Awards                                     | 26 de fevereiro de 2023       | Pride of Indian Cinema                                   | S. S. Rajamouli                                                  | Venceu                        | [ 58 ]                        |